# Keilbach (Ahr)
Der Keilbach ist ein rechter Zufluss der Ahr in Südtirol, Italien. Er entspringt in den Zillertaler Alpen südöstlich unterhalb der Keilbachspitze im Ahrntal und durchfließt das Keilbachmoos und Keilbachtal. Er mündet bei Steinhaus in die Ahr und entwässert weiter über Rienz, Eisack und Etsch in die Adria.
Gemäß den Wasserschutzrichtlinien der Südtiroler Landesverwaltung gilt der Keilbach als besonders sensibles, d. h. ökologisch hochwertiges Gewässer, an dem neue hydroelektrische Ableitungen nicht zulässig sind.

## Geschichte

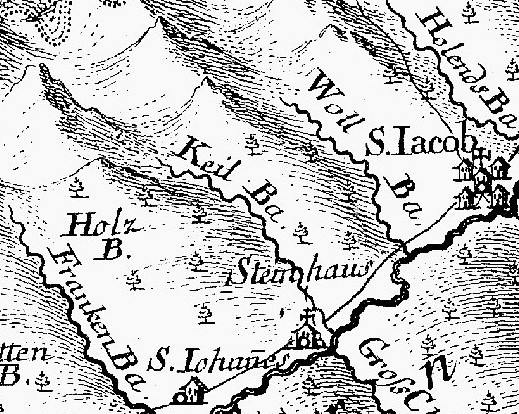
Detail aus Peter Anichs Atlas Tyrolensis von 1770 mit dem Keilbach (zwischen Frankbach und Wollbach)

Der Name des Baches rührt von den Keilhöfen, die in der Nähe des Mündungsgebiets am Eingang des Keilbachtals in Steinhaus gelegen und bereits 1461 als „Oberkeyl zu Eurn“ urkundlich bezeugt sind; dasselbe gilt für die gleichnamige Alm im Talinneren mit der Mittleren und Oberen Keilhütte.
Im Jahr 1491 ist der Bachlauf selbst in einer Leiheurkunde der Adelsfamilie Fuchs von Fuchsberg, den damaligen Amtsleuten des Pfleggerichts Taufers, ausdrücklich als „wasser, das aus dem Keylpach ryenndt“ genannt.
Die Bezeichnung ‚Keil-‘ wird als alter Übername für einen Holzhacker gedeutet.
Im Sommer 2021 trat der Keilbach nach einem Starkregenereignis mehrfach über die Ufer und richtete erhebliche Schäden im Alm- und im Ortsbereich an.